# 원예학회
원예 산업은 재배 식물의 연구와 문화에 전념하는 조직이다. 해당 조직은 지역적, 지역적, 국가적, 국제적일 수 있다. 일부는 보다 일반적인 초점을 갖고 있는 반면, 다른 일부는 특정 종류 또는 식물 그룹에 전념한다. 이것들은 또한 클러스터되어 있다.
1768년에 설립된 세계에서 가장 오래된 원예 협회는 고대 요크 꽃집 협회(Ancient Society of York Florists)이다. 이것들은 여전히 영국 요크에서 1년에 4번의 공연을 갖고 있다. 이것들은 1768년까지 거슬러 올라가는 원본 회원 도서를 포함하여 대규모 기록 보관소를 보유하고 있다.

## 같이 보기
- 국제 원예학회
- 원예식물학